# Kondiktionssperre
Kondiktionssperre (von Condictio, lat. für Rückforderung) wird im Zivilrecht ein Grund genannt, der einen bereicherungsrechtlichen Anspruch ausschließt.
Das deutsche Recht kennt folgende Ausschlusstatbestände:
- § 241a BGB (Unbestellte Leistung)[3]
- § 814 BGB (Kenntnis der Nichtschuld)[4]
- § 815 BGB (Nichteintritt des Erfolgs)[5]
- § 817 S. 2 BGB (Verstoß gegen Gesetz oder gute Sitten)[6][7]